# Elfhoek

Regelmatige elfhoek.

Een elfhoek of hendecagoon is een figuur met 11 hoeken en 11 zijden. Een regelmatige elfhoek is een regelmatige veelhoek met n=11; de hoeken van een regelmatige elfhoek zijn:
{\displaystyle \alpha ={\frac {(n-2)}{n}}\cdot 180^{\circ }={\frac {9}{11}}\cdot 180^{\circ }\approx 147{,}273^{\circ }}
De oppervlakte A voor een regelmatige elfhoek wordt gegeven door de volgende formule (met a de lengte van een zijde):
{\displaystyle A={\frac {11}{4}}a^{2}\cot {\frac {\pi }{11}}\approx 9,36564a^{2}\,}